# Archevêché orthodoxe grec d'Australie
L'archevêché orthodoxe grec d'Australie est une juridiction de l'Église orthodoxe en Australie dont le siège est à Sydney. Il appartient canoniquement au Patriarcat œcuménique de Constantinople. L'archevêque porte le titre d'Archevêque d'Australie.